# トミー・リー
トミー・リー（Tommy Lee、1962年10月3日 - ）は、モトリー・クルーのオリジナル・ラインナップのドラマー。一時脱退するが、ラッパー、モデル、大学生を経て、2005年のワールド・ツアーより復帰する。本名トーマス・リー・バス（Thomas Lee Bass）。身長188cm。

## 略歴
ギリシャのアテネで、元ミス・ギリシャであった母と、ウェールズ系のアメリカの軍人デヴィッド・リー・トーマスの間に生まれる。トミーが生まれた後すぐに、カリフォルニア州へ移住。4歳の時に初めてドラムに触れる。妹は母の祖国の首都からとった名前＝アテネで、兄と同じくドラマーである（ジェイムズ・コタックの妻）。
父親がマーチング・バンドでドラムをプレイしていたこともあり、ティーンエージャーの時にはドラムをプレイしていた。そのころはキッスやディープ・パープル、レッド・ツェッペリンやジューダス・プリースト等を好んで聴いていた。
サウスヒルズ高校から、ロイヤルオーク高校へ転校し、その頃、マーチング・バンドに加入して演奏していたが、年長になった頃、音楽の道を目指し高校を中退する。
1970年代後半、トミーは「Suite 19」というバンドで名前を売り始める。当初、バンドでは早弾きギタリストのグレッグ・レオンと一緒だった。サンセット大通りやロサンゼルスなどでプレイを続け、その頃、メタルバンドで人気を博していたニッキー・シックスと出会う。ニッキーは、ドラマティックなメタルバンドを作りたいと考えていたらしく、その頃のトミーのプレイを気に入り、ニッキー、トミー、グレッグの3人でジャムを始めるが、グレッグには続ける気はなかった。
その頃、ニッキーがトミーに「T-Bone」という新しい名前を付け、それを気に入りしばらく使用していた。そしてミック・マーズは『リサイクラー』という求人広告誌に「音がでかくて、野蛮で、攻撃的なギタリスト、います」と自分で自分を宣伝し、その広告を見たニッキーがミックに電話してオーディションをし、ギタリストとなる。ミックは、トミーの高校時代の友人で、ロック・キャンディで活躍していたヴィンス・ニールをボーカルに推薦し、結果ヴィンスが加入し、モトリー・クルーが結成されることになる。
2005年には自叙伝Tommylandを発表している。
趣味は盆栽。

## プレイスタイル
パワフルなプレイスタイルで、その後のドラマーに非常に大きい影響を与えることになるが、最も印象的とされるのが、アルバム『ガールズ、ガールズ、ガールズ』の「Wild Side」での、ドラムセットごと回転するパフォーマンスだった。最近では、スリップノットのジョーイ・ジョーディソンが、日本ではLUNA SEAの真矢が、同じパフォーマンスを披露した。

## 使用機材
1981年のモトリー・クルーでのデビューから1989年中頃まではパール社製のドラムに、パイステの2002シリーズシンバルを組み合わせていた。
デビューからアルバム『ガールズ、ガールズ、ガールズ』までは、24インチのツーバス、13・14インチのツータム、16・18インチのツーフロアに、2枚のチャイナシンバルを高い位置に置くのが特徴的なセッティングを継続していた。
ツーバスについては、それぞれのチューニングを変えられることを好む理由として挙げていた。
アルバム『ドクター・フィールグッド』からはDW社製にメーカーを変更し、併せてセッティングも、28インチのワンバス、14インチのタム、16・18インチのツーフロアにした。
アルバム『モトリー・クルー』からは、26インチのツーバス、12・13インチのツータム、16・18インチのツーフロアに変更。
アルバム『ジェネレーション・スワイン』からは、32インチのバスドラムに24インチのバスドラム、14インチのワンタム、16・18インチのツーフロアとしていた。また、シェルにファーを施した特殊仕様にしたりもしていた。
2000年代に入るとシンバルをジルジャンに切り替え、以後現在まで使用し続けている。
ドラム・スティックは、当初から、ナイロンチップのものを好んで使用しており、途中からヴィック・ファースで、赤いナイロンチップのシグニチャー・モデルを出していた。同社の2Bを伸長させたもので、現在はヘヴィメタル・モデルとなっている。その後、金属バットメーカーのイーストン・アヘッドから、本体はアルミ製・ショルダーが樹脂で、ナイロンチップのシグニチャーモデルを出し、現在に至る。
パーカッションも好み、特に、曲中での使用が効果的・特徴的なカウベルは、LPのものを、この他、アイスベルやタンバリン、ゴングなども使用する。

## モトリー・クルー脱退について
1999年、妻パメラ・アンダーソンへの暴行容疑により逮捕、そして刑務所での生活を送ることになるが、その際にモトリー・クルーの脱退を発表。1999年のワールド・ツアーには同行せず、ラップ・メタルバンドのメソッズ・オブ・メイヘムを結成。数々のミュージシャンが参加したアルバムを発表。シングル「Get Naked」には当時人気の強かったリンプ・ビズキットのフレッド・ダーストが参加していたことで有名。その頃、大学に入学したり、映画出演をしたり、妻パメラ・アンダーソンとの家庭用ビデオが流出する等、メディアを騒がすことに関しては事欠かなかった。
トミーの脱退後、モトリー・クルー側はトミーを遠ざける発言や行動を取っていたが、2001年に発表したバンドの自叙伝『The Dirt』の参加に同意した。
その後、ロブ・ゾンビなどが参加したトミー・リー名義のアルバムを発表。2004年にモトリー・クルーへ復帰している。

## トミー・リーを演じた人物
- マシン・ガン・ケリー
- セバスチャン・スタン

## ディスコグラフィ

### スタジオ・アルバム
- 『ネヴァー・ア・ダル・モーメント』 - Never a Dull Moment (2002年)
- 『トミーランド : ザ・ライド』 - Tommyland: The Ride (2005年)
- Andro (2020年)

### モトリー・クルー
- 『華麗なる激情』 - Too Fast For Love (1981年)
- 『シャウト・アット・ザ・デヴィル』 - Shout At The Devil (1983年)
- 『シアター・オブ・ペイン』 - Theatre Of Pain (1985年)
- 『ガールズ、ガールズ、ガールズ』 - Girls, Girls, Girls (1987年)
- 『ドクター・フィールグッド』 - Dr. Feelgood (1989年)
- 『モトリー・クルー』 - Mötley Crüe (1994年)
- 『ジェネレーション・スワイン』 - Generation Swine (1997年)
- 『セインツ・オブ・ロスアンゼルス』 - Saints Of Los Angeles (2008年)

### メソッズ・オブ・メイヘム
- 『メソッズ・オブ・メイヘム』 - Methods of Mayhem (1999年)
- 『ア・パブリック・ディスサーヴィス・アナウンスメント』 - A Public Disservice Announcement (2010年)

### ロック・スター・スーパーノヴァ
- Rock Star Supernova (2006年)

### 参加アルバム
- リチャード・マークス : 『ラッシュ・ストリート』 - Rush Street (1991年)
- スチュアート・ハム : 『アージ』 - The Urge (1991年)
- ダルベロ : Whore (1996年) ※「Revenge of Sleeping Beauty」に参加
- ロブ・ゾンビ : 『ヘルビリー・デラックス』 - Hellbilly Deluxe (1998年)
- ロブ・ゾンビ : 『ザ・シニスター・アージ』 - The Sinister Urge (2001年)
- ジャックス・マネキン : 『エヴリシング・イン・トランジット』 - Everything in Transit (2005年)
- フォール・アウト・ボーイ : 『セイヴ・ロックンロール』 - Save Rock And Roll (2009年) ※「Death Valley」に参加
- フューエル : Angels & Devils (2007年)
- Figure : Monsters Volume 3 (2013年) ※「Pounds of Blood」に参加
- フォーリン・ベガーズ : 『ジ・アップライジング』 - The Uprising (2012年) ※「Minds Eye」に参加
- コートニー・ラブ : "You Know My Name"/"Wedding Day" (2014年) ※シングル
- スマッシング・パンプキンズ : 『モニュメンツ・トゥ・アン・エレジー』 - Monuments to an Elegy (2014年) ※全曲ドラム担当[5]
- ポスト・マローン : 『ビアボングズ&ベントレーズ』 - Beerbongs and Bentleys (2018年) ※「Over Now」に参加